# Ballistische vlucht
Een ballistische vlucht van een object is een vlucht volgens de wetten van de ballistiek, dat wil zeggen dat het object gedurende de vlucht passief is en niet actief bijdraagt aan zijn beweging. Het object beweegt als gevolg van  de aanvangssituatie (snelheid, rotatie) en externe factoren zoals gravitatiekracht, luchtdichtheid, luchtvochtigheid, wind.
Een met een houwitser afgeschoten brisantgranaat legt bijvoorbeeld een ballistische baan af en voert dus een ballistische vlucht uit. 
Een raketvlucht is wanneer de aandrijving in werking is geen ballistische vlucht, maar een in een baan gebrachte payload zoals een ruimtevaartuig of projectiel is dat wel, indien of zolang het niet wordt aangedreven.